# Neapolitanische Volksmusik
Die Neapolitanische Volksmusik (Italienisch: Canzone napoletana, Neapolitanisch: Canzona napulitana) ist in neapolitanischem Dialekt geschrieben und entstand im Mittelalter. Dabei gibt es eine Vielzahl an Liedtypen, darunter beispielsweise die Tarantella. Die traditionell verwendeten Instrumente sind Gitarre und Mandoline, also hauptsächlich Zupfinstrumente, die von Tamburin, kleinen Trommeln und Rasseln begleitet werden.

## Geschichte
Die neapolitanische Volksmusik ist aus einer Mischung von klassischer Musik und Volksmusik entstanden. Im 19. Jahrhundert kam der Durchbruch. 1839 entstand das Lied Te voglio bene assaje nach dem Text von Raffaele Sacco, Komponist war Filippo Campanella. Die Tatsache, dass sich später die Legende verbreitete, Gaetano Donizetti sei der Autor, illustriert die Nähe dieses Liedtyps zur italienischen Oper dieser Zeit, was auch durch die andauernde Beliebtheit von Stücken wie ’O sole mio im Programm berühmter Tenöre belegt wird. Te voglio bene assaje wurde am 7. September 1839 bei der Festa di Piedigrotta präsentiert.
Als weitere große Klassiker der Canzone napoletana im 19. Jahrhundert gelten:
- Santa Lucia (1848), von Teodoro Cottrau und Enrico Cossovich
- Funiculì, Funiculà (1880), von Luigi Denza, Text Peppino Turco
- Marechiare (1885), von Francesco Paolo Tosti, Text Salvatore Di Giacomo
- Era de Maggio (1885), von Mario Pasquale Costa, Text Salvatore Di Giacomo
- Scetate (1887), von Mario Pasquale Costa, Text Ferdinando Russo
- Comme te voglio amà (1887), von Vincenzo Valente
- 'E spingole frangese (1888), von Enrico De Leva, Text Salvatore Di Giacomo
- Lariulà (1888), von Mario Pasquale Costa, Text Salvatore Di Giacomo
- Catarì (1892), von Mario Pasquale Costa, Text Salvatore Di Giacomo
- 'A vucchella (1892), von Francesco Paolo Tosti, Text Gabriele D’Annunzio
- Carcioffolà (1893), von Eduardo Di Capua, Text Salvatore Di Giacomo
- Serenata napulitana (1897), von Mario Pasquale Costa, Text Salvatore Di Giacomo
- ’O sole mio (1898), von Eduardo Di Capua, Text Giovanni Capurro
- Maria Marì (1899), von Eduardo Di Capua, Text Vincenzo Russo

Viele dieser Lieder erschienen im neapolitanischen Musikverlag von Ferdinando Bideri (1851–1930), der bis heute viel Originalmaterial der Canzone napoletana besitzt. Bideri hielt Textdichter wie Libero Bovio, E. A. Mario, Ernesto Murolo, Salvatore Di Giacomo, Ferdinando Russo, Rocco Galdieri, Pasquale Cinquegrana und Edoardo Nicolardi unter Vertrag. Unter den Komponisten, die für ihn arbeiteten, sind Mario Costa, Eduardo Di Capua, Vincenzo Valente, Salvatore Gambardella, Ernesto De Curtis, Vincenzo De Crescenzo und Francesco Buongiovanni.
Seit den 1950er Jahren wird auch nach dieser Musik getanzt. Alte Melodien wurden mit Rhythmus versehen und haben dadurch ihren ursprünglichen Charakter verloren. Eine Entwicklung der neapolitanischen Volksmusik ist bei jungen Bands wie zum Beispiel Almamegretta zu verzeichnen, wobei hier Altes auf neuere Musiktrends wie Dub, Trip-Hop und Weltmusik stößt. Ab den 1990er-Jahren wurde die musica neomelodica in Süditalien populär, die auf die neapolitanische Volksmusik zurückgreift.

## Alphabetische Liste der Lieder
- A stu telefono
- Bambola
- Canzone Amalfitana

- Carmela
- Cu’mmè
- Cuncetti
- Don Raffaè
- Indifferentemente
- Luna Caprese
- Luna rossa
- Malafemmena
- Maruzzella
- Nel mio cuore ci sei tu
- Serenata e na’ Femmena
- Te voglio bene assaje
- Torero
- Tu vuò fà l’americano
- Vieni sul mar

## Liste von Sängern (alphabetisch)
- Renato Carosone
- Enrico Caruso
- Pino Daniele
- Gigi D’Alessio
- Nino D’Angelo
- Cecilia Gasdia
- Consiglia Licciardi
- Liberato
- Mario Merola
- Roberto Murolo
- Maria Nazionale
- Rosa Ponselle
- Tito Schipa
- Totò
- Mario Trevi

## Liste der Musikautoren
- Viviani
- Pasquale Mario Costa
- Luigi Denza
- Eduardo di Capua
- Ernesto De Curtis
- E. A. Mario
- Emanuele Nutile
- Raffaele Sacco
- Francesco Paolo Tosti

## Filme, in denen diese Musik gespielt wird
- Carosello napoletano
- Maruzzella
- Accarezzame
- Es begann in Neapel (It Started in Naples)